# Uc de la Bacalaria
Uc de la Bacalaria (fl. XIII secolo) è stato un trovatore limosino originario di La Bachellerie, nei pressi di Uzerche, la città natale di Gaucelm Faidit.
Secondo la sua vida, era un menestrello che viaggiava di rado e non era certo conosciuto. Compose cansos, tenzones, un'alba e un descort. Di lui ci restano sei canzoni: una canso, un'alba e quattro tensos (tre partimen e un torneyamen). L'autore della sua vida lo definisce cortese, abile e istruito.
Uc partecipa ad un torneyamen a tre con Savaric de Malleo e Gaucelm Faidit. Savaric pone il dilemma: se una signora con tre corteggiatori guarda fisso negli occhi di uno, stringe la mano di un altro, e spinge il piede del terzo, a chi lei mostra il  più vero amore? La risposta di Uc è che il corteggiatore la cui mano viene afferrata sarà il suo vero amore, dato che uno sguardo fisso di una signora può posarsi su niente.
Uc scrive un altro partimen con Gaucelm e altri due con Bertran de Sant Felitz.
Scrive inoltre un'alba erotica, Per grazir la bon' estrena, in cui, come il suo contemporaneo Guiraut Riquier, egli desidera che l'alba arrivi, contrariamente ai primi trovatori, i quali sempre temono l'alba e il marito geloso. Entrambi i trovatori sembrano avere desiderato far rivivere il genere e Uc esplicitamente scrive che vuelh far alb' ab son novelh: "voglio fare una alba con un nuovo suono."
La sola canso di Uc è Ses totz enjans e ses fals'entendensa.